# Тензор Вейля
Тензор кривизны Вейля — часть тензора кривизны Римана с нулевым следом. 
Другими словами, это тензор, удовлетворяющий всем свойствам симметрии тензора Римана с дополнительным условием, что построенный по нему тензор Риччи равен нулю.
Назван в честь Германа Вейля.

## Определение
Тензор Вейля можно получить из тензора кривизны, если вычесть из него определённые комбинации тензора Риччи и скалярной кривизны. Формула для тензора Вейля легче всего записывается через тензор Римана в форме тензора валентности (0,4):
{\displaystyle W=R-{\frac {1}{n-2}}\left(Ric-{\frac {s}{n}}g\right)\circ g-{\frac {s}{2n(n-1)}}g\circ g}
где n — размерность многообразия, g — метрика, R — тензор Римана, Ric — тензор Риччи, s — скалярная кривизна, а h O k — так называемое произведение Кулкарни — Номидзу, произведение двух симметричных тензоров валентности (0,2) есть тензор валентности (0,4), удовлетворяющий симметриям тензора кривизны:
| {\displaystyle (h\circ k)(v_{1},v_{2},v_{3},v_{4})=} | {\displaystyle h(v_{1},v_{3})k(v_{2},v_{4})+h(v_{2},v_{4})k(v_{1},v_{3})-}    |
|                                                      | {\displaystyle {}-h(v_{1},v_{4})k(v_{2},v_{3})-h(v_{2},v_{3})k(v_{1},v_{4}).} |
В компонентах, тензор Вейля задаётся выражением:
{\displaystyle W_{abcd}=R_{abcd}-{\frac {2}{n-2}}(g_{a[c}R_{d]b}-g_{b[c}R_{d]a})+{\frac {2}{(n-1)(n-2)}}R~g_{a[c}g_{d]b}}
где {\displaystyle R_{abcd}} — тензор Римана, {\displaystyle R_{ab}} — тензор Риччи, {\displaystyle R} — скалярная кривизна и [] обозначает операцию антисимметризации.

## Свойства
- Тензор Вейля может иметь нетривиальную форму только в пространствах с размерностью не меньше четырёх. В двумерном и трёхмерном пространствах тензоры Вейля тождественно равны нулю.

- Тензор Вейля остаётся инвариантным при конформных преобразованиях метрики. То есть, если для данной метрики g ввести новую метрику {\displaystyle {\tilde {g}}_{ij}=\Omega g_{ij}} при помощи некоторой функции {\displaystyle \Omega }, то (1,3)-валентный тензор Вейля не изменяется: {\displaystyle {\tilde {W}}_{abc}{}^{d}={W_{abc}}^{d}}. По этой причине тензор Вейля ещё называют конформным тензором. Из этого свойства следует, что
  - для того, чтобы многообразие было конформно евклидовым, необходимо чтобы его тензор Вейля равнялся нулю.
  - Для размерностей ≥ 4 это условие оказывается также и достаточным.
  - Для пространств размерности 3 необходимым и достаточным условием конформной евклидовости является равенство нулю тензора Коттона.